# Geografia da Alemanha
A Alemanha está localizada na Europa central, nas margens do mar do Norte e do mar Báltico, entre os Países Baixos e a Polónia, ao sul da Dinamarca, nas coordenadas geográficas 51º 00' N, 9º 00' E. Sua localização é estratégica na Europa central e ao longo da entrada para o mar Báltico.
Seu território possui 357 021 km², dos quais 8 350 km² são de água, estendendo-se desde as altas montanhas dos Alpes no sul até às costas do mar do Norte e do mar Báltico no norte. Pelo meio, estendem-se as terras altas, florestadas, da Alemanha central e as terras baixas da Alemanha do norte, atravessadas por alguns dos maiores rios da Europa, como o Reno, o Danúbio e o Elba.

## Estatísticas geográficas
Recursos naturais
Ferro, carvão, potássio, madeira, lignite, urânio, cobre, gás natural, sal, `Pedra níquel e terra arável.
Uso da terra
- terra arável - 33 %
- cultivo permanente - 1 %
- pastos permanentes - 15 %
- florestas - 31 %
- outros - 20 % (estimativa de 1993)

Terra irrigada - 4 750 km² (est. 1993)

## Fronteiras e pontos extremos
A Alemanha possui 3 621 km de fronteiras, fazendo fronteira a norte com a Dinamarca (68 km), a leste com a Polónia (456 km) e a República Checa (646 km), a sul com a Áustria (784 km) e a Suíça (334 km) e a oeste com a França (451 km), o Luxemburgo (138 km), a Bélgica (167 km) e os Países Baixos (577 km).
No lado oceânico, o país possui 2 389 km de costa.

## Topografia

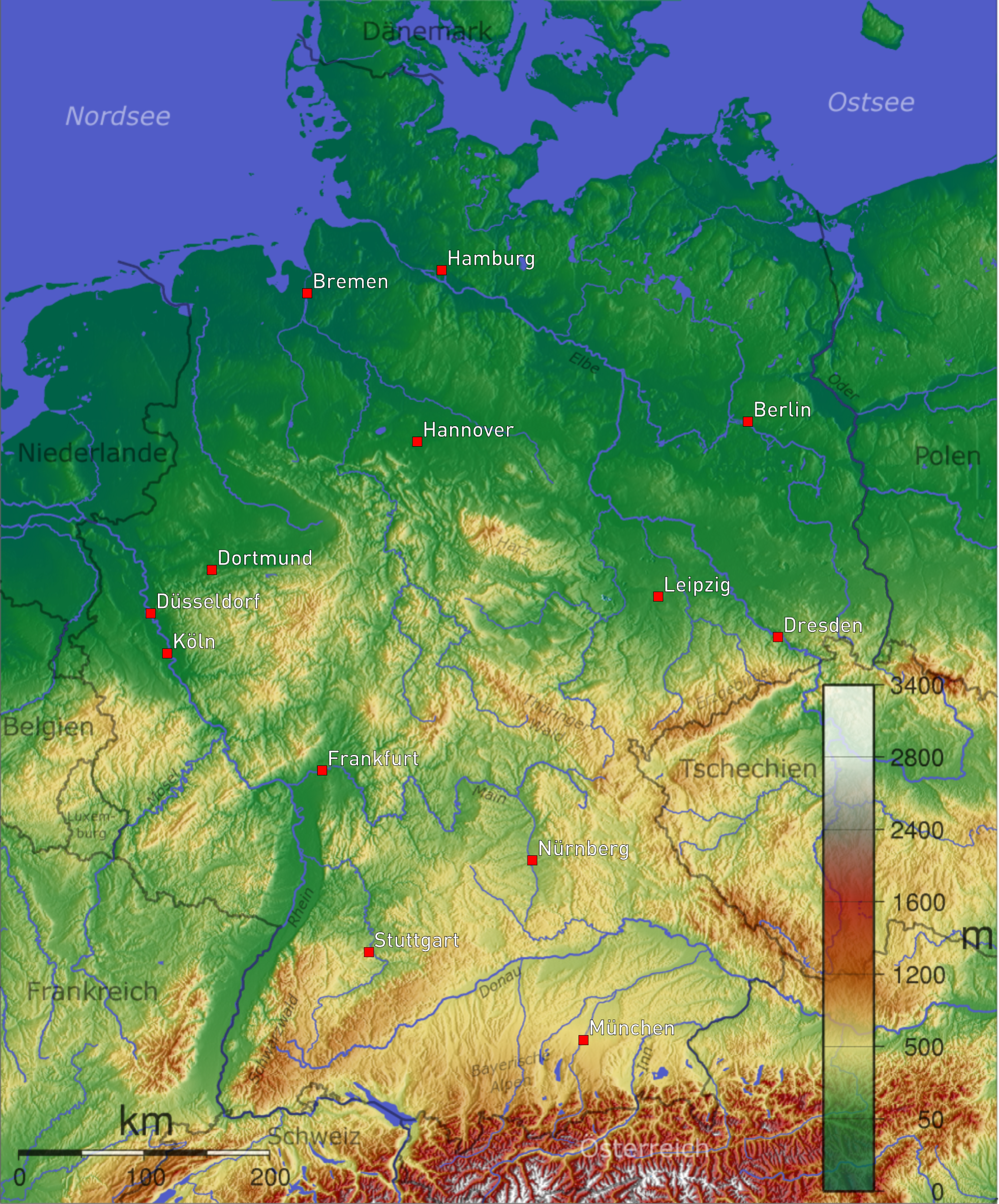
Mapa topográfico da Alemanha.

A Alemanha possui 349 223 km² de área terrestre, sendo o norte constituído de terras baixas, o centro de terras altas, e o sul constituído pelos Alpes Bávaros.
Pontos extremos
- O ponto mais elevado é o Zugspitze com 2 962 m
- O ponto mais baixo é o Neuendorfer/Wilstermarsch, com -3,54 m)

## Hidrografia
Reivindicações marítimas
- plataforma continental - até à profundidade de 200 m, ou até à profundidade de exploração
- zona económica exclusiva - 200 milhas náuticas
- águas territoriais - 12 milhas náuticas.
- Área de água - 7 798 km²

Principais rios
- Rio Reno
- Rio Danúbio
- Rio Elba

## Clima

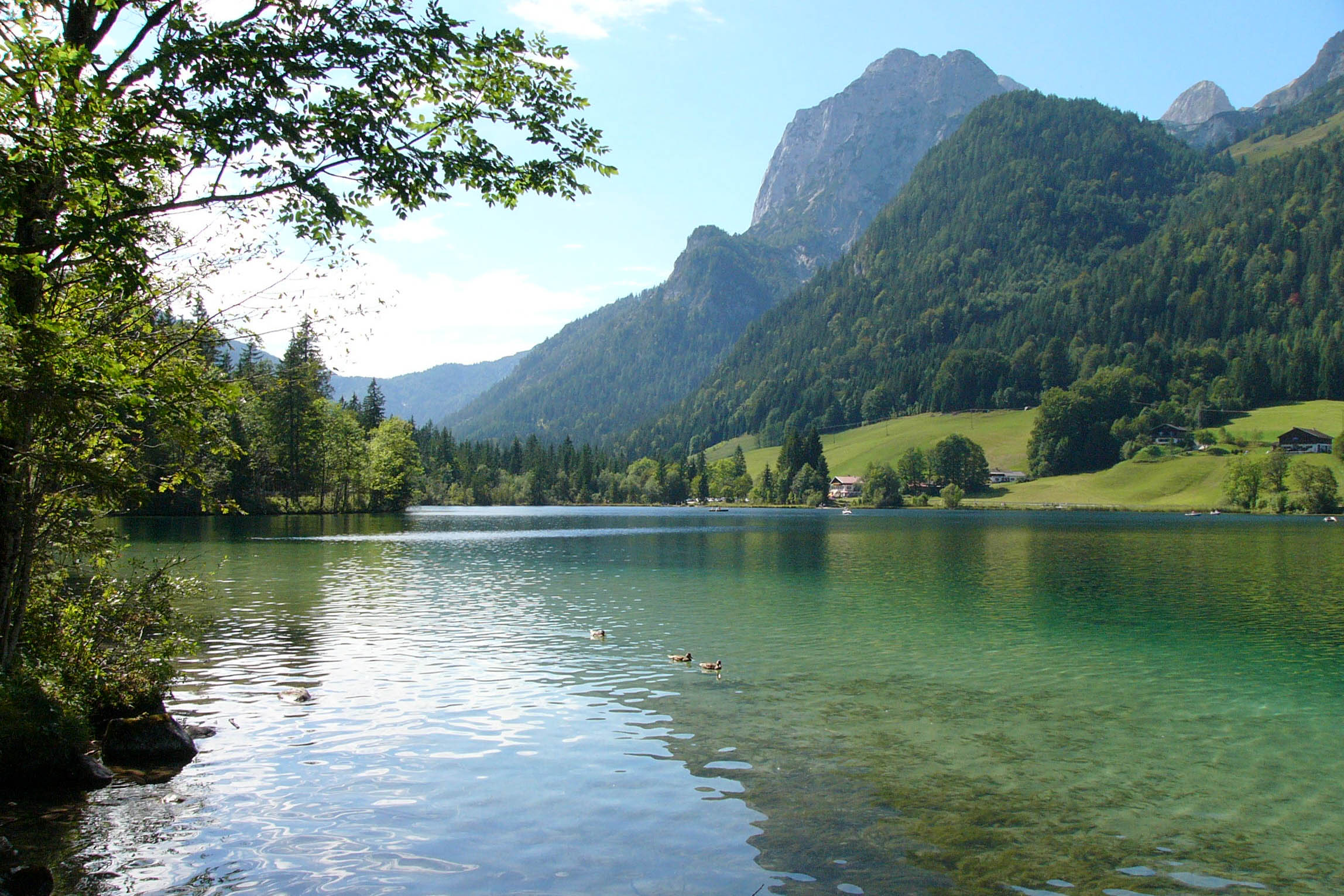
Os Alpes vistos da Baviera.

Clima - temperado e marítimo; invernos e verões frescos, enevoados e húmidos; ocasional vento Föhn, morno.
O clima é por vezes imprevisível. No pino do verão, um dia pode ser quente e soalheiro e o dia seguinte frio e chuvoso. No entanto, condições atmosféricas verdadeiramente extremas, como secas severas, tornados, tempestades de granizo, frio ou calor extremo, etc., são extremamente raras. Houve duas inundações de grande escala nos últimos anos, mas em geral também estas são raras. Não há notícia de sismos destrutivos.
Grande parte da Alemanha, tem um clima temperado no qual os ventos úmidos ocidentais predominam. O clima é moderado pela Corrente do Atlântico Norte, que é a extensão norte da Corrente do Golfo. As águas quentes trazidas por essa corrente afetam as áreas litorâneas do Mar do Norte incluindo a península da Jutlândia e a área ao longo do Reno, que corre em direção ao Mar do Norte. Consequentemente no noroeste e no norte, o clima é oceânico; chuvas ocorrem durante todo o ano sendo que o pico ocorre no verão. Os invernos são amenos e os verões frescos, embora as temperaturas possam exceder os 30°C por períodos prolongados. No leste, o clima é mais continental; invernos podem ser muito rigorosos, verões muito quentes, e longos períodos de seca já foram registrados. O centro e o sul da Alemanha são regiões de transição que variam entre os climas oceânico moderado para continental. A temperatura máxima também pode exceder os 30 °C no verão.

## Meio ambiente

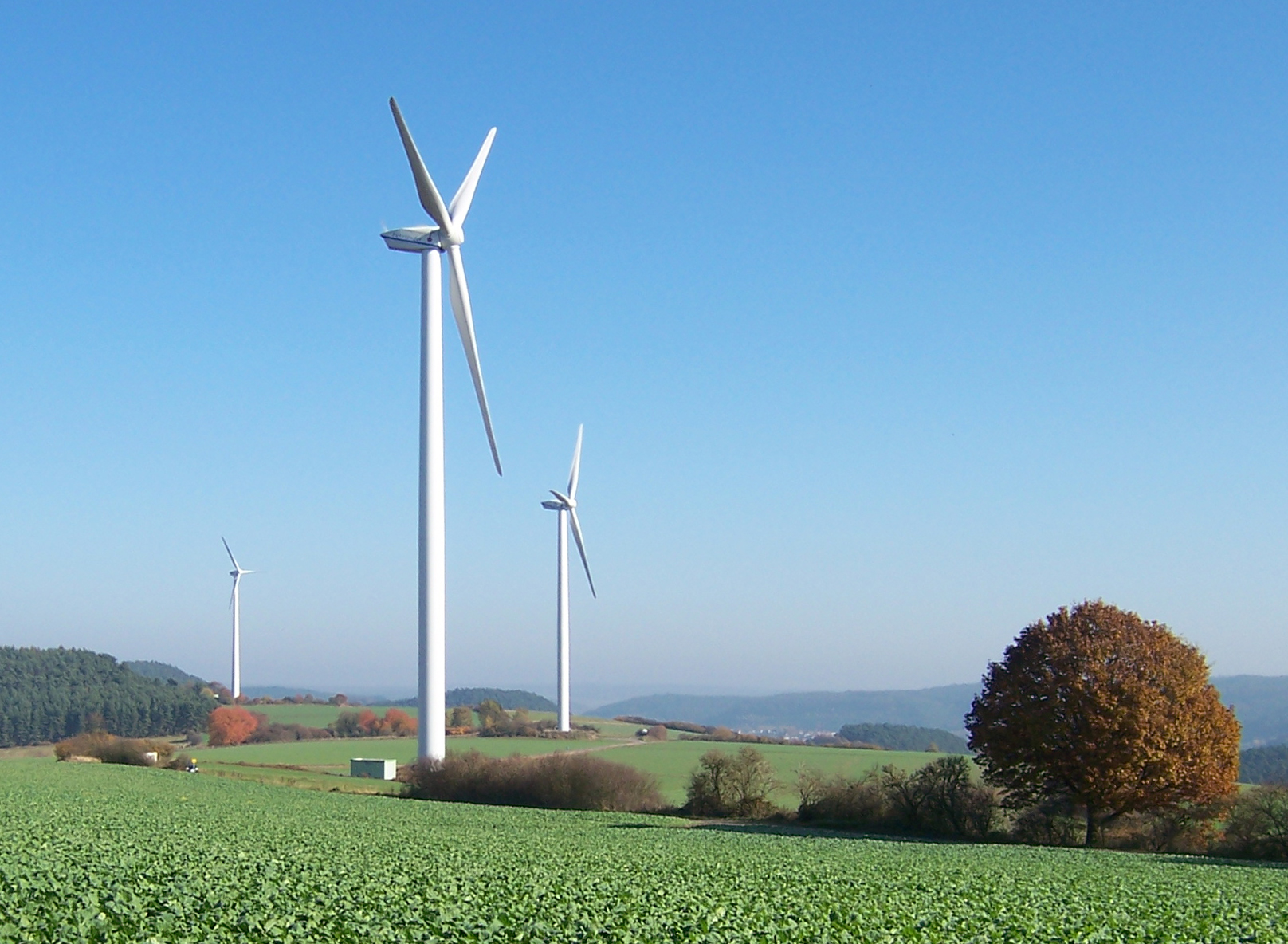
O maior parque eólico e capacidade de energia solar do mundo está instalada na Alemanha. Energia renovável gerou 14% do consumo total de eletricidade do país em 2007.

A Alemanha sofre com perigos naturais, como as inundações. Os problemas causados pelo homem são as emissões de indústrias e instalações movidas a carvão, que contribuem para a poluição do ar, a chuva ácida, proveniente das emissões de dióxido de enxofre, está a afectar as florestas, poluição do mar Báltico proveniente de esgotos livres e efluentes industriais nos rios da Alemanha oriental, eliminação dos resíduos perigosos, o governo anunciou a intenção de renunciar à produção de electricidade por via nuclear, o governo procura identificar áreas de preservação natural a fim de cumprir a directiva da UE sobre Fauna, Flora e Habitat

## Poluição do ar na Alemanha
Na Alemanha, poluição atmosférica foi maior em 2011 que em anos anteriores. Controle de tráfego de veículos em áreas consideradas ambientais parece não ter surtido efeito. Autoridades acusam clima e indústria.
Autoridades alemãs afirmam que os níveis de poluição do ar registrados em 2011 foram maiores que em anos anteriores, apesar de o país ter aderido às "zonas ambientais" em 2008 – uma espécie de controle do tráfego de carros em áreas da cidade consideradas de proteção ambiental.
O Departamento Federal do Meio Ambiente da Alemanha (UBA, na sigla em alemão) constatou que algumas formas de poluição no país foram piores em 2011 do que em 2007, quando as "zonas ambientais" ainda nem se quer haviam sido introduzidas.
Estas zonas exigem que os automóveis tenham consigo um selo verde, amarelo ou vermelho que identifica o nível de emissão de gases de escapamento. Nestas chamadas "zonas ambientais", automóveis mais poluentes, normalmente carros mais velhos, estão proibidos de circular.

Na Alemanha existem, atualmente, 54 áreas desse tipo distribuídas por todo o país. Apesar do resultado do relatório da UBA, o especialista envolvido na pesquisa Hans-Joachim Hummel defende a eficácia das zonas ambientais. "Temos mais chances de reduzir a poluição no ar com estas zonas do que sem elas", disse à agência de notícias alemã DPA.
| O país faz parte dos seguintes acordos: - Poluição do Ar - Poluição do Ar - Óxidos de Azoto - Poluição do Ar - Enxofre 85 - Poluição do Ar - Enxofre 94 - Poluição do Ar - Compostos Orgânicos Voláteis - Antártida - Protocolo Ambiental - Tratado da Antártida - Biodiversidade - Mudanças Climáticas - Desertificação - Espécies Ameaçadas - Modificação Ambiental - Resíduos Perigosos - Lei do Mar - Despejos Marítimos - Banimento de Ensaios Nucleares - Protecção da Camada de Ozono - Poluição Provocada por Navios - Madeias Tropicais 83 - Madeias Tropicais 94 - Zonas Húmidas - Caça à Baleia | O país assinou mas não ratificou os seguintes acordos: - Poluição do Ar - Poluentes Orgânicos Persistentes - Mudanças Climáticas - Protocolo de Kioto |

Na Alemanha, poluição atmosférica foi maior em 2011 que em anos anteriores. Controle de tráfego de veículos em áreas consideradas ambientais parece não ter surtido efeito. Autoridades acusam clima e indústria.
Autoridades alemãs afirmam que os níveis de poluição do ar registrados em 2011 foram maiores que em anos anteriores, apesar de o país ter aderido às "zonas ambientais" em 2008 – uma espécie de controle do tráfego de carros em áreas da cidade consideradas de proteção ambiental.
Fitogeograficamente, a Alemanha é partilhadas entre as províncias do Atlântico Europeu e Centro Europeu da Região Circumboreal dentro do Reino boreal. O território da Alemanha pode ser subdividida em quatro Biorregiões: os remanescentes florestais do Atlântico, as florestas mistas Báltico, florestas mistas da Europa Central e as florestas de angiospermas da Europa Ocidental.
A Alemanha é conhecida pela sua consciência ambiental. Os alemães consideram que o homem é uma das principais causas do aquecimento global. O país está comprometido com o Protocolo de Quioto e vários outros tratados para promover a biodiversidade, os baixos padrões de emissões, a reciclagem, a utilização de energias renováveis e apoia o desenvolvimento sustentável a nível global.
O governo alemão deu início a uma ampla atividade de redução de emissões e as emissões globais do país estão caindo. No entanto, a Alemanha tem uma das mais elevadas taxas de emissões de dióxido de carbono per capita da UE, mas permanece significativamente menor em comparação com a Austrália, Canadá, Arábia Saudita ou Estados Unidos.
Emissões a partir de produção de energia proveniente da queima de carvão e as indústrias contribuem para a poluição do ar. A chuva ácida, resultante das emissões de dióxido de enxofre é prejudicial às florestas. A poluição no Mar Báltico a partir de esgoto bruto e efluentes industriais nos rios na antiga Alemanha Oriental foram reduzidas. O governo do ex-chanceler Schröder anunciou a intenção de acabar com o uso da produção de eletricidade a partir de energia nuclear. A Alemanha está trabalhando para cumprir o compromisso da UE de identificar áreas de preservação natural de acordo com a diretiva de Flora, Fauna e Habitats da UE. Os perigos naturais são as enchentes fluviais na primavera e vento forte que ocorrem em todas as regiões.